# 張育葵
張育葵（？—？），字午卿，南直隸常州府江陰縣人，明朝政治人物。

## 生平
張育葵是天啟七年（1627年）丁卯科應天鄉試第三名舉人，崇禎元年（1628年）戊辰科進士。授曲江縣知縣，銳意釐剔，有賢名。著有《露園集》。

## 引用
1. ↑  《常州府志》